# Giampiero Boniperti
Giampiero Boniperti (ur. 4 lipca 1928 w Barengo, zm. 18 czerwca 2021 w Turynie) – włoski piłkarz występujący na pozycji napastnika, wieloletni prezes, następnie honorowy prezes Juventusu, poseł do Parlamentu Europejskiego IV kadencji.

## Życiorys
Uzyskał dyplom geodety.
Jako piłkarz przez całą zawodową karierę był związany z Juventusem. W Serie A zadebiutował 2 marca 1947 w meczu z A.C. Milan. Po raz ostatni wystąpił 10 czerwca 1961 w spotkaniu z Interem Mediolan. Pięciokrotnie wywalczył mistrzostwo Włoch (1950, 1952, 1958, 1960, 1961), dwukrotnie ze swoją drużyną zdobył Puchar Włoch (1959, 1960). Łącznie wystąpił w 444 spotkaniach Serie A, zdobywając 178 goli. Ponadto zagrał w 3 spotkaniach w europejskich pucharach, a także w 13 meczach w Pucharze Włoch. W sezonie 1947/1948 zdobył tytuł króla strzelców. Przez lata był rekordzistą Juventusu w liczbie zdobytych dla tego klubu goli – rekord ten pobił w 2006 Alessandro Del Piero.
W reprezentacji Włoch Giampiero Boniperti rozegrał 38 spotkań, zdobywając 8 bramek. Po zakończeniu kariery sportowej został działaczem piłkarskim. W latach 1971–1990 był prezesem Juventusu, później został honorowym prezesem.
W latach 1994–1999 z ramienia Forza Italia sprawował mandat eurodeputowanego IV kadencji.
Odznaczony Wielkim Oficerem Orderu Zasługi Republiki Włoskiej (1991).